# معركة رفاتة

## أسباب المعركة
خروج الأمير سعود بن فيصل بن تركي آل سعود على أخيه الإمام عبد الله بن فيصل بن تركي آل سعود مطالبًا بالحكم.

## مواضيع ذات صلة
- معركة أم العصافير.
- معركة الجفر.
- معركة الجوي.
- الدولة السعودية الثانية.